# Verbandsliga Mecklenburg-Vorpommern
Verbandsliga Mecklenburg-Vorpomern is een Duitse voetbalcompetitie voor teams uit deelstaat Mecklenburg-Voor-Pommeren. De competitie is te vinden op het 6de niveau van het Duitse voetbalsysteem.

## Lijst der Kampioenen
| Seizoen      | Kampioen                |
| Landesliga   | Landesliga              |
| ------------ | ----------------------- |
| 1991/92      | Hansa Rostock Amateurs  |
| 1992/93      | 1. FSV Schwerin         |
| 1993/94      | VfL 90 Rostock          |
| 1994/95      | Parchimer FC            |
| Verbandsliga |                         |
| 1995/96      | Hansa Rostock Amateurs  |
| 1996/97      | TSG Neustrelitz         |
| 1997/98      | FC Schönberg 95         |
| 1998/99      | SV Warnemünde           |
| 1999/00      | FC Anker Wismar         |
| 2000/01      | FC Eintracht Schwerin   |
| 2001/02      | TSG Neustrelitz         |
| 2002/03      | Sievershäger SV 1950    |
| 2003/04      | FC Anker Wismar         |
| 2004/05      | Torgelower SV Greif     |
| 2005/06      | FC Schönberg 95         |
| 2006/07      | Greifswalder SV 04      |
| 2007/08      | FSV Bentwisch           |
| 2008/09      | FC Schönberg 95         |
| 2009/10      | FC Anker Wismar         |
| 2010/11      | 1. FC Neubrandenburg 04 |
| 2011/12      | FC Pommern Greifswald   |
| 2012/13      | Sievershäger SV 1950    |
| 2013/14      | SV Waren 09             |
| 2014/15      | FC Anker Wismar         |
| 2015/16      | FC Mecklenburg Schwerin |
| 2016/17      | Torgelower FC Greif     |
| 2017/18      | Greifswalder FC         |
| 2018/19      | MSV Pampow              |
| 2019/20      | FC Anker Wismar         |
| 2020/21      | FC Mecklenburg Schwerin |
| 2021/22      | SG Dynamo Schwerin      |
| 2022/23      | FC Anker Wismar         |
| 2023/24      | Malchower SV 90         |
| 2024/25      | SV Siedenbollentin      |

FSV Bentwisch ·
Güstrower SC 09 ·
FSV Kühlungsborn ·
Malchower SV 90 ·
1. FC Neubrandenburg 04 ·
MSV Pampow ·
SV Pastow ·
Penzliner SV ·
SF Hafen Rostock ·
Rostocker FC ·
FC FK Rene Schneider ·
FC Schönberg 95 ·
FC Mecklenburg Schwerin ·
SpVgg Torgelow-Ueckermünde ·
SV Warnemünde ·
PSV Wismar
Baden ·
Bayern ·
Berlin ·
Bremen ·
Brandenburg ·
Hamburg ·
Verbandsliga Hessen ·
Mecklenburg-Vorpommern ·
Niederrhein ·
Niedersachsen ·
Mittelrhein ·
Rheinlandliga ·
Saarlandliga ·
Sachsen ·
Sachsen-Anhalt ·
Schleswig-Holstein ·
Südwest ·
Südbaden ·
Thüringen ·
Westfalen ·
Württemberg